# Austin a Ally (3. řada)
- Tato sezóna bude mít 22 epizod.
- Epizody nejsou vysílány v pořadí produkce.
- V USA je tato sezóna vysílána v období od 27.10.2013
- V ČR byla tato sezóna vysílaná v období od 29.3. 2015
- Ross Lynch, Laura Marano, Raini Rodriguez a Calum Worthy budou účinkovat ve všech epizodách.

Píseň: "What We´re About" 

| # seriálu | # sezóny | Anglický název                       | Český název                     | Premiéra v USA     | Premiéra v ČR     | Produkční číslo |  |
| --- | -------- | ------------------------------------ | ------------------------------- | ------------------ | ----------------- | --------------- |  |
| 46 | 1        | Road Trips & Reunions                | Cestování & Shledání            | 27. října 2013     | 29. března 2015   | 301             |  |
| Ally se po Trish, Dezovi a především Austinovi tolik stýská, že se rozhodne použít Austinův dárek (lístek kamkoliv) a navštívit partu na jeho turné. Jenže náhody Austinovi a Ally nepřejí a ti dva se nemohou setkat. Ally cítí, že nejlépe je jí s kamarády a hlavně Austinem, a tak se nakonec rozhodne zůstat s nimi po zbytek turné. Píseň: “Chasin' the Beat of My Heart“, “The Me That You Don't See (akustická v.) “Living In The Moment“ (instrumental) Hostující hvězdy: Andy Milder jako Lester Dawson, Molly Jackson jako Lulu |          |                                      |                                 |                    |                   |                 |  |
| 47 | 2        | What Ifs & Where's Austin            | Co kdyby & Kde je Austin        | 3. listopadu 2013  | 18. dubna 2015    | 302             |  |
| Když není Austin k sehnání, Deze, Trish a Ally to donutí přemýšlet, jaké by to bylo, kdyby Austin do jejich životů nevstoupil. A tak se Trish stává sebestřednou zpěvačkou, Ally ponižovanou skladatelkou a Dez poskokem, který se do Trish zamiluje… Píseň: "Double Take", "Finally Me"/"You Wish You Were Me" Hostující hvězdy: Richard Whiten jako Jimmy Starr |          |                                      |                                 |                    |                   |                 |  |
| 48 | 3        | Presidents & Problems                | Prezident & Problémy            | 10. listopadu 2013 | 19. dubna 2015    | 303             |  |
| Před posledním koncertem, se parta ve Washingtonu D.C. zastaví v muzeu, ale Austin uvízne v cenném exponátu. Všichni se snaží najít způsob, jak ho „osvobodit“ před vystoupením pro prezidenta. Píseň: "Don't Look Down" Hostující hvězdy: Tom Fonss jako Anders, Reggie Brown jako Barack Obama |          |                                      |                                 |                    |                   |                 |  |
| 49 | 4        | Beach Clubs & BFFs                   | Plážový Club & Nejlepší Přátelé | 24. listopadu 2013 | 26. dubna 2015    | 304             |  |
| Po návratu z turné Ally tráví hodně času s Kirou, začínají se stejně oblékat a Kira dokonce zajistí Ally vystoupení, což rozzuří žárlící Trish. Austin a Dez se zatím bláznivě snaží najít na pláži poklad. Ally se snaží Trish dokázat, že je stále její nejlepší kamarádka, a tak o jejich kamarádství napíše píseň. Píseň: "Redial" Hostující hvězdy: Kiersey Clemons jako Kira Starr, Andy Milder jako Lester Dawson, Alexa Rose Russo jako Hazel |          |                                      |                                 |                    |                   |                 |  |
| 50 | 5        | Mix-Ups & Mistletoes                 | Zamotáno & jmelí                | 1. prosince 2013   | 11. prosince 2015 | 310             |  |
| Trish organizuje speciální vánoční večírek s účastí Austina a Ally pro malé děti pod záminkou povýšení. Jenže Austinovy dárky - figurky jeho osoby mají vady, a tak se všichni snaží zbavit nedostatků. Dez zatím soupeří s Chuckem o místo Santa Clause na párty a Ally s Austinem se neustále ocitají pod jmelím. Píseň: "I Love Christmas" Hostující hvězdy: John Paul Green jako Chuck, Alysah Pizarro jako dítě, Nic Noviki jako Larry, Alexa Rose Russo jako Hazel |          |                                      |                                 |                    |                   |                 |  |
| 51 | 6        | Glee Clubs & Glory                   | Soutěžit & Vyhrát               | 19. ledna 2014     | 3. května 2015    | 313             |  |
| Austin se přidává k Ally v Glee klubu, ale když se jeho zamýšlené změny Ally nelíbí, spolu s Trish a některými dalšími členy se odtrhnou. Skupiny proti sobě bojují a nakonec ze všeho těží Dez, když jsou Austin a Ally vyhozeni. Trish se snaží je dostat zpět a získat vítězství se super mixem A&A písní. Píseň: “Heart Beat, “Timeless“, “Austin & Ally Glee Club Mash Up“ Hostující hvězdy: Tahlena Chikami jako B.B., Bruno Amato jako trenér Simmons, Ashley Argota jako Elle, Zaragoza jako Miles, Kahyun Kim jako Sunhee, Mollee Gray jako členka Glee klubu                                                                             |          |                                      |                                 |                    |                   |                 |  |
| 52 | 7        | Austin & Alias                       | Austin & Roxy                   | 26. ledna 2014     | 10. května 2015   | 305             |  |
| Když producentka Ronnie Ramone zakáže Ally nadále pracovat s Austinem, protože jsou konkurenti, Ally si vymyslí pseudonym „Roxy Rocket“, aby dál mohla s Austinem skládat. Problémy ovšem začínají, když je Ally nucená vystupovat na veřejnosti jako Roxy - sebevědomá tanečnice se švédským akcentem a příšernou růžovo blonďatou parukou. Trish je zatím naštvaná, protože skoupila 99 ze sta lístků a ten jediný, který měl Dez, byl výherní. Ten nakonec souhlasí, že Trish kartu s 100 $ dá, ale to by nebyli oni dva, kdyby se něco nestalo. Píseň: "Who U R" Hostující hvězdy:Joe Rowley jako Ronnie Ramone, Russ Marchand jako Jett Deely |          |                                      |                                 |                    |                   |                 |  |
| 53 | 8        | Princesses & Prizes                  | Princezny & Ceny                | 9. února 2014      | 17. května 2015   | 306             |  |
| Kvůli Allyině dobročinné akci Austin souhlasí s aukcí jeho osoby na rande. Ally si ale uvědomí, že Austina na rande s jinou dívkou pustit nechce, a tak sama vstupuje do aukce, ale tu prohraje. Když si tak Austin vyrazí s Chelsea, Ally žárlí. Když si navíc odvodí, že ti dva spolu šli na druhé rande, řekne mu, že žárlí, ale málem tím zničí pravý důvod, proč byl znovu s Chelsea - narozeninovou oslavu její malé sestry. Austin a Ally souhlasí, že je na čase jít dál a seznamovat se s novými lidmi. Píseň: "Upside Down" Hostující hvězdy: Sofia Carson jako Chelsea, Melany Ochoa jako Heidi, Carrie Wampler jako Brooke             |          |                                      |                                 |                    |                   |                 |  |
| 54 | 9        | Cupids & Cuties                      | Láska & Roztomilá dívka         | 9. března 2014     | 24. května 2015   | 307             |  |
| Když má Trish navštívit Jace, do kterého se na turné zamilovala, snaží se zjistit, jak se před ním chovat. Překvapivě ji poradí internetový poradce doktor Cupid, z něhož se vyklube Dez. Když ale vyjde najevo, že Dez nikdy nerandil, přestanou ho lidé brát vážně. Austin, Ally a Trish se tak snaží přesvědčit, aby dal radu sám sobě. A ta zabere, a tak si Dez vyráží s Carrie. Austin zatím bojuje s papírovými letadélky, které jsou součástí jeho projektu. Předá učiteli svou nebo Allyinu práci? Hostující hvězdy: Hannah Kat Jones jako Carrie, Michael-Leon Wooley jako DJ Sonny Smooth, Cameron Deane Stewart jako Jace              |          |                                      |                                 |                    |                   |                 |  |
| 55 | 10       | Critics & Confidence                 | Kritici & Sebedůvěra            | 16. března 2014    | 31. května 2015   | 308             |  |
| Když Austin dostane svou první negativní kritiku od Kennetha Kreena, je připravený udělat co nejlepší show, aby kritika oslnil. Jenže náročné choreografie a mnoho techniky show ublíží a Austin tak dostává strach z vystupování. Ally se mu snaží pomoci strach překonat. I když nakonec dokáže strach překonat a zazpívá nádhernou píseň, dostane špatnou kritiku, což ho donutí si uvědomit, že kritici jsou mu lhostejní. Píseň: "Stuck on You", “Better Than This“, “Chasin' the Beat of My Heart“ Hostující hvězdy: Justin Dray jako Kenneth Kreen, Gabrielle Elyse jako Tiffany                                                            |          |                                      |                                 |                    |                   |                 |  |
| 56 | 11       | Directors & Divas                    | Režiséři & Umělkyně             | 13. dubna 2014     | 4. července 2015  | 317             |  |
| Austin bude natáčet film! S Dezovým nejoblíbenějším režisérem Spikem Stevensem. Dez je nadšený, že dostává místo pomocné režie, když ale zjistí, že režisér ho nevzal kvůli jeho talentu, ale kvůli přátelství s Austinem, je zklamaný. Ally skládá ústřední píseň k filmu, ale všichni, v čele s Trish bojují s primadonou Brandy, která svými vrtochy sabotuje natáčení. Hostující hvězdy: Brendan Hunt jako Spike Stevens, Grace Phipps jako Brandy Braxton |          |                                      |                                 |                    |                   |                 |  |
| 57 | 12       | Hunks & Homecoming/ Ally's New Crush | Ally & Gavin                    | 22. června 2014    | 25. července 2015 | 311             |  |
| Austin a Ally se sbližují, ale Trish pro Ally zajistí spolupráci s countryovou hvězdou - Gavinem Youngem. A ti dva si padnou do oka víc, než by Austin chtěl. Tráví spolu mnoho času a Austin žárlí. Když si to uvědomí a chce Ally o svých citech říct, ona ho překvapí zprávou, že se chystá s Gavinem na rande. Dez a Chuck zatím uzavírají příměří, aby připravili co nejlepší pojízdnou dekoraci na slavnost. Píseň: "Me and You" Hostující hvězdy: John Paul Green jako Chuck, Cameron Jebo jako Gavin Young, Dillon Daniel jako fotbalista, Cassidy Ann Shaffer jako Kimmy                                                                  |          |                                      |                                 |                    |                   |                 |  |
| 58 | 13       | Fashion Shows & First Impressions    | Módní Přehlídka & První Dojmy   | 29. června 2014    | 9. ledna 2016     | 312             |  |
| Austin se trápí, protože Ally chodí s Gavinem, vše se ale změní, když se objeví Carriina sestra Piper, do které se Austin zakouká. Vše se ale zvrtne, když se před ní Austin ukáže jako povrchní pokrytec. Piper si ho hodlá vyzkoušet, ale přežene to, a tak je v ohrožení módní přehlídka, kde pro Ally zajistila účast Trish. Hostující hvězdy: Cameron Jebo jako Gavin Young, Dillon Daniel jako fotbalista, Hayley Erin jako Piper Hannah Kat Jones jako Carrie |          |                                      |                                 |                    |                   |                 |  |
| 59 | 14       | Fanatics & Favors                    | Fanoušci & obdiv                | 13. července 2014  | 18. července 2015 | 309             |  |
| 60 | 15       | Eggs & Extraterrestrials             | Vejce & Mimozemšťané            | 27. července 2014  | 16. ledna 2016    | 321             |  |